# Lejeunea vulgariformis
Lejeunea vulgariformis là một loài Rêu trong họ Lejeuneaceae. Loài này được Gottsche mô tả khoa học đầu tiên năm 1882.